# Hawker Hawfinch
Hawker Hawfinch là một loại máy bay tiêm kích hai tầng cánh của Anh trong thập niên 1920.

## Tính năng kỹ chiến thuật (Hawfinch (Jupiter VII))
Dữ liệu lấy từ The British Fighter since 1912.
Đặc điểm tổng quát
- Kíp lái: 1
- Chiều dài: 23 ft 8 in (7,21 m)
- Sải cánh: 33 ft 6 in (10,21 m)
- Chiều cao: 9 ft 4 in (2,84 m)
- Diện tích cánh: 294 ft² (27,3 m²)
- Trọng lượng rỗng: 1.925 lb (873 kg)
- Trọng lượng có tải: 2.910 lb (1.320 kg)
- Động cơ: 1 × Bristol Jupiter VII, 450 hp (336 kW)

 Hiệu suất bay 
- Vận tốc cực đại: 149 kn (171 mph, 275 km/h) trên độ cao 9.800 ft
- Trần bay: 24.000 ft (7.315 m)
- Tải trên cánh: 9,90 lb/ft² (48,4 kg/m²)
- Công suất/trọng lượng: 0,155 hp/lb (0,256 kW/kg)
- Lên độ cao 10.000 ft (3.050 m): 7 phút 40 giây

Trang bị vũ khí

- 2 × Súng máy Vickers.303 in (7,7 mm)
- 4 × bom 20 lb (9 kg)